# Biston striaria
Biston striaria là một loài bướm đêm trong họ Geometridae.